# Sofia Devetag
Sofia Devetag (née le 20 mai 1993 à Castel San Pietro Terme) est une joueuse italienne de volley-ball. Elle mesure 1,79 m et joue au poste de libero. 

## Clubs
| Club                    | Pays   | De        | À         |
| ----------------------- | ------ | --------- | --------- |
| Vicence                 | Italie | 2008-2009 | 2009-2010 |
| Casciavola Volley       | Italie | 2010-2011 | 2010-2011 |
| Tiboni Urbino           | Italie | 2011-2012 | 2011-2012 |
| Volley Club Cesena      | Italie | 2012-2013 | 2012-2013 |
| Puntotel Sala Consilina | Italie | 2013-2014 | …         |